# Muzeum dopravy (Glasgow)
Muzeum dopravy v Glasgow se nachází v budově Riverside Museum v tomto největším skotském městě. Muzeum, jak už název napovídá, se zaměřuje svou expozicí na dopravu a to hlavně motorovou, ale nejen na tu. Toto muzeum se řadí svou návštěvností zhruba půl miliónu lidí ročně mezi nejnavštěvovanější svého druhu na celých britských ostrovech. Kromě několika desítek ne nezajímavých osobních automobilů z dávné i blízké historie lze v prostorách muzea vidět ještě několik ukázek nejen z glasgowských dílen výrobců lokomotiv, tramvají, motorek, kol, nebo zdařilých modelů mnoha lodí a ponorek. Komě tohoto je uvnitř k vidění podoba glasgowské ulice třicátých let, nebo historická stanice metra, mnoho doprovodných programů atd. Muzeum lze, stejně jako všechna ostatní v Glasgow, navštívit zcela zdarma.

## Historie
Muzeum dopravy se v roce 1987 přestěhovalo z městské části Pollokshields do budovy Kelvin Hall, která byla postavena roku 1927 a stojí naproti Galerii a muzeu Kelvingrove. V této budově sídlila i Mezinárodní sportovní aréna.
21. června 2011 se muzeum přestěhovalo do moderní budovy Riverside Museum, která byla navržena architektkou Zahou Hadid.

## Fotogalerie

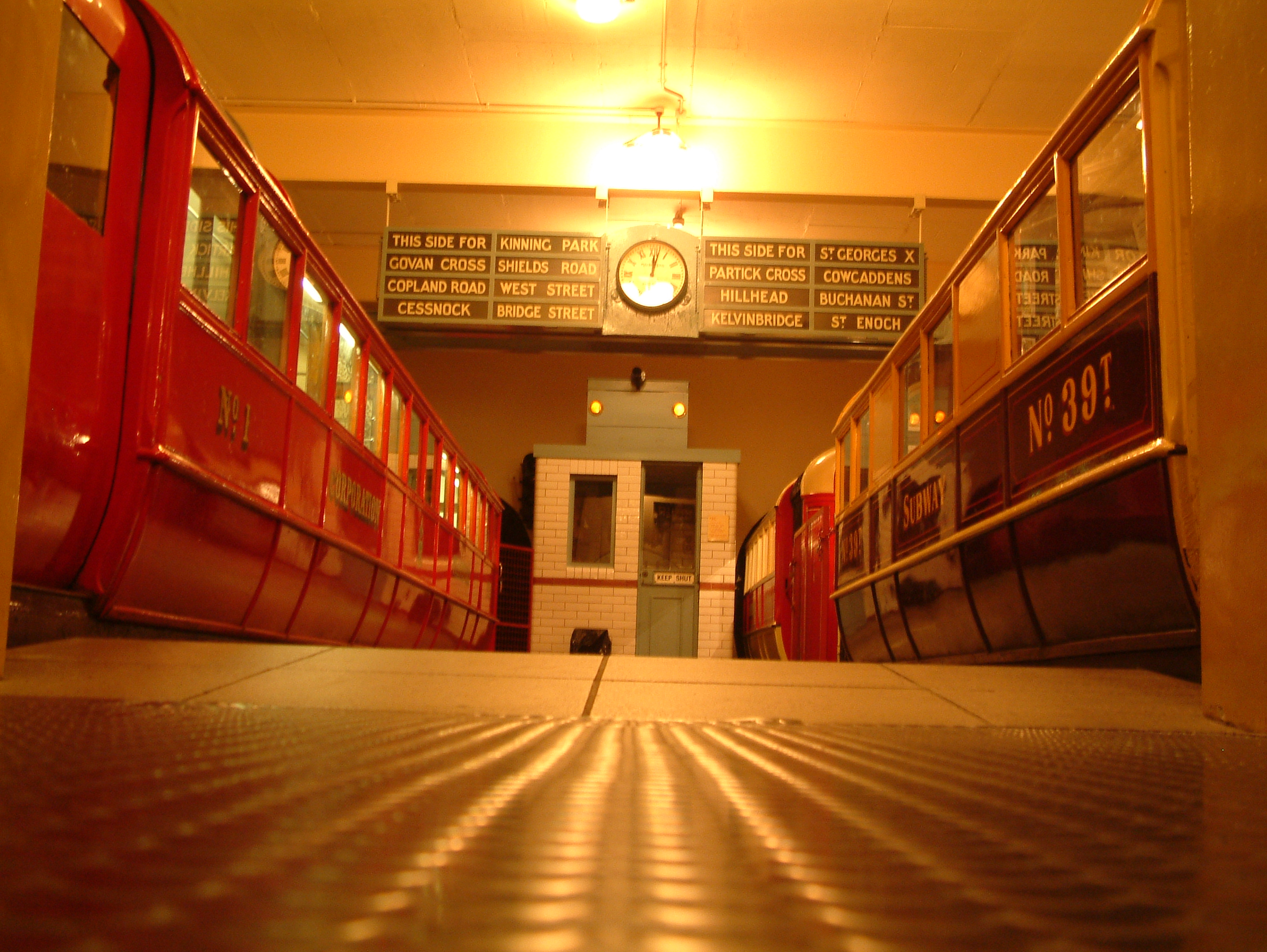
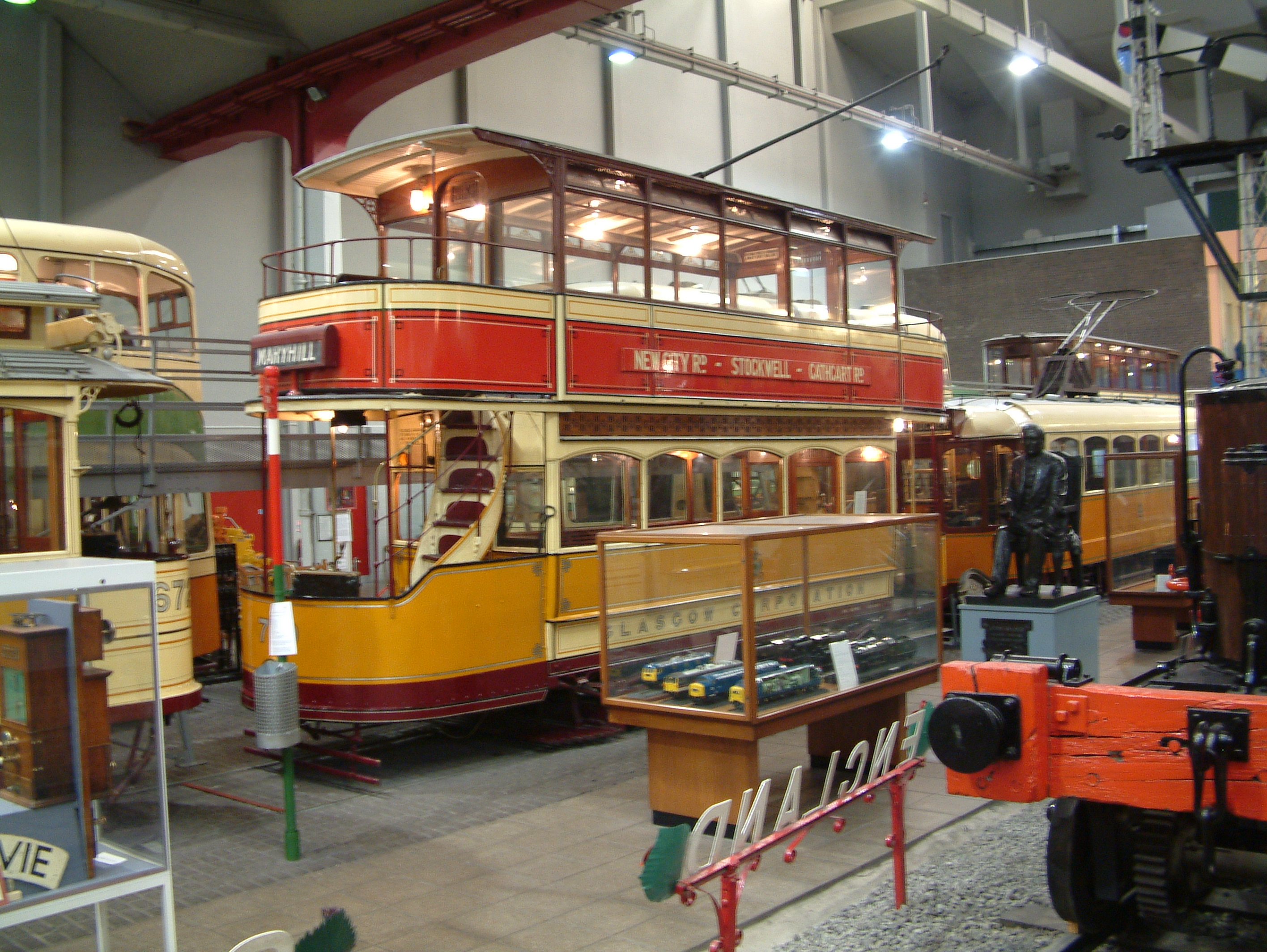
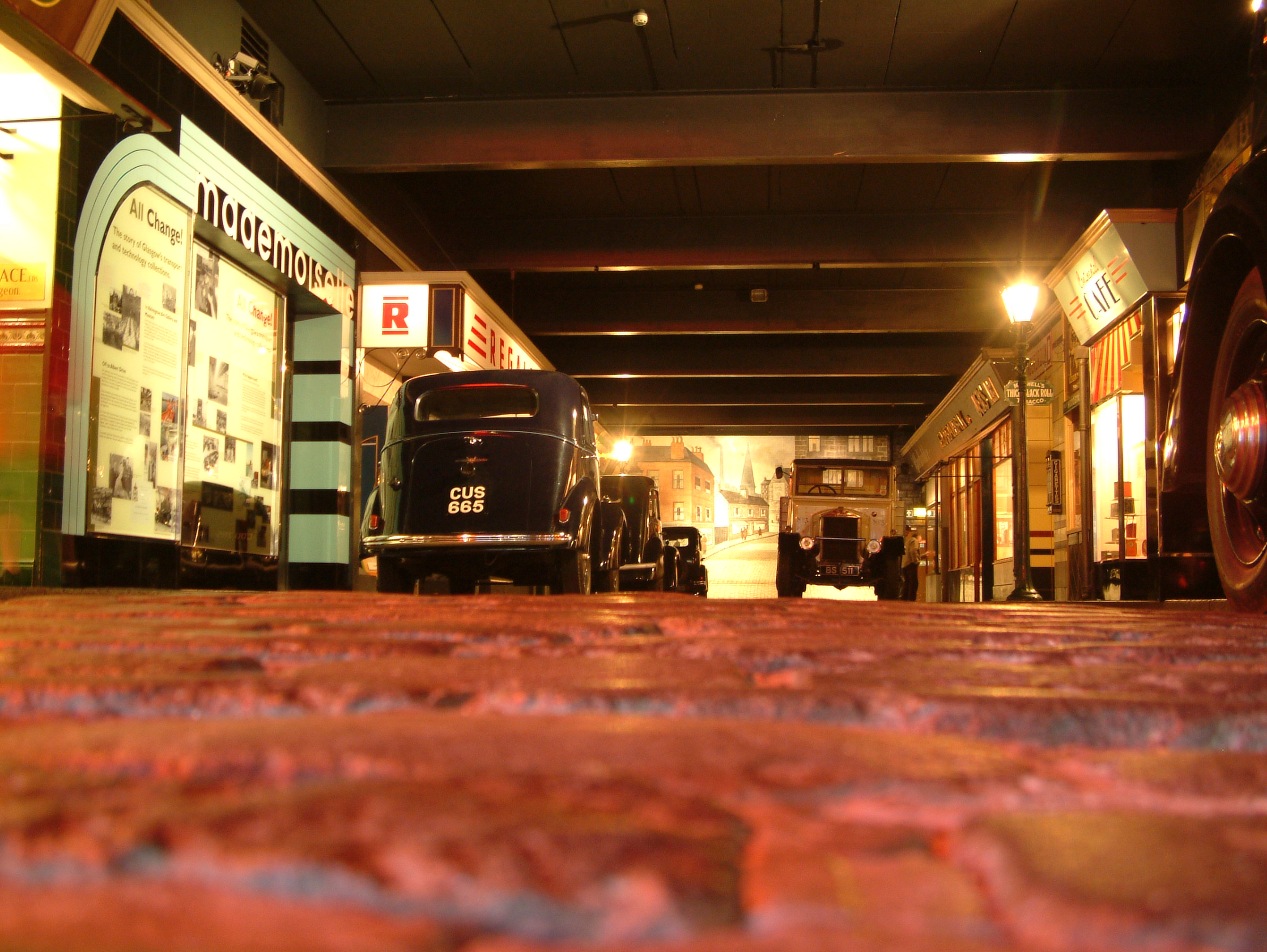
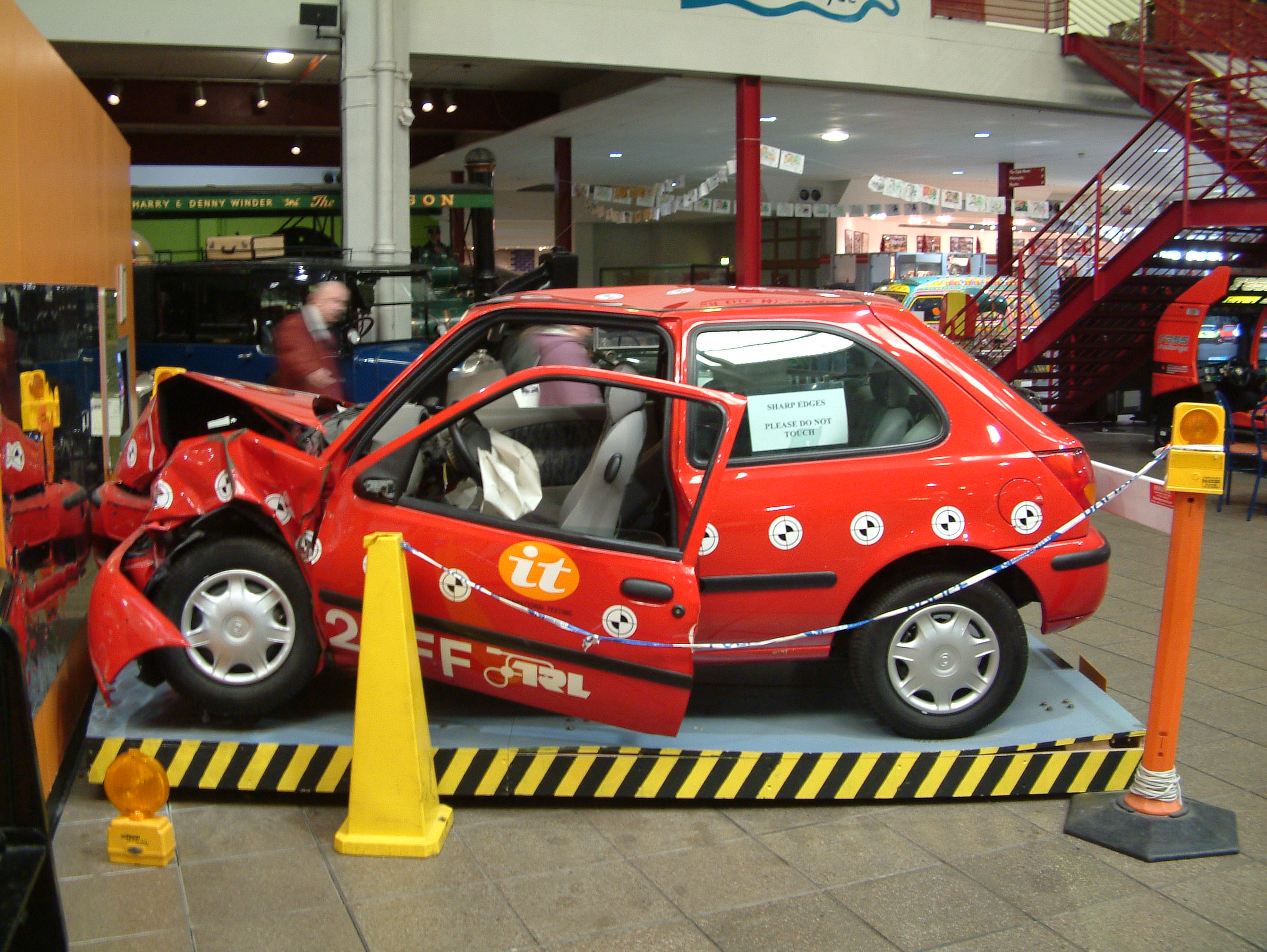